# 克拉西利夫卡 (布羅瓦里區)
50°31′10″N 30°54′33″E / 50.51944°N 30.90917°E
克拉西利夫卡（烏克蘭語：Красилівка）是位於烏克蘭北部的村莊，由基辅州布羅瓦里區的卡利尼夫卡市鎮負責管轄。該村始建於1628年，面積5.89平方公里，海拔高度116米，2024年人口3,494，人口密度每平方公里593.2人。